# Sacha Amback
Sacha Amback (Rio de Janeiro, 17 de outubro de 1962) é um músico, produtor e compositor brasileiro.

## Biografia
Nascido(a) em 17/10/1962, ganhou seu primeiro piano aos 9 anos de idade e estudou o instrumento por 12 anos com Heloisa Zani. Cursou Música na USP,aprendeu a tocar e a programar sintetizadores, com Jorge Poulsen e Lucas Shirahata, estudou teoria musical com Ricardo Breim e integrou grupos como 'A Procura da Feiticeira', 'Hermelino e a Football Music' e 'Ânima'. O(a) músico(a) é considerado uma referência da produção musical brasileira[carece de fontes?].

## Trabalhos
• Produziu discos de Zeca Baleiro, Adriana Calcanhotto, Nenhum de Nós, entre outros.
• Criador(a) de trilhas para filmes brasileiros (como Doces poderes, Madame Satã, Nome próprio, Ônibus 174, etc), para ballets de João Saldanha como 'Dança de três' e para video-instalações como "Mesuras" de Daisy Xavier. Tocou com artistas como Moska, Lulu Santos, Ana Carolina, Ramiro Musotto, Lenine, Milton Guedes e outros. Também participou na produção de músicas das trilhas sonoras das novelas Novo Mundo e Nos Tempos do Imperador.